# Fitjar
Fitjarⓘ ist eine norwegische Kommune im Fylke Vestland. Die Kommune hat 3208 Einwohner (Stand: 1. Januar 2025). Verwaltungssitz ist der gleichnamige Ort Fitjar.

## Geografie

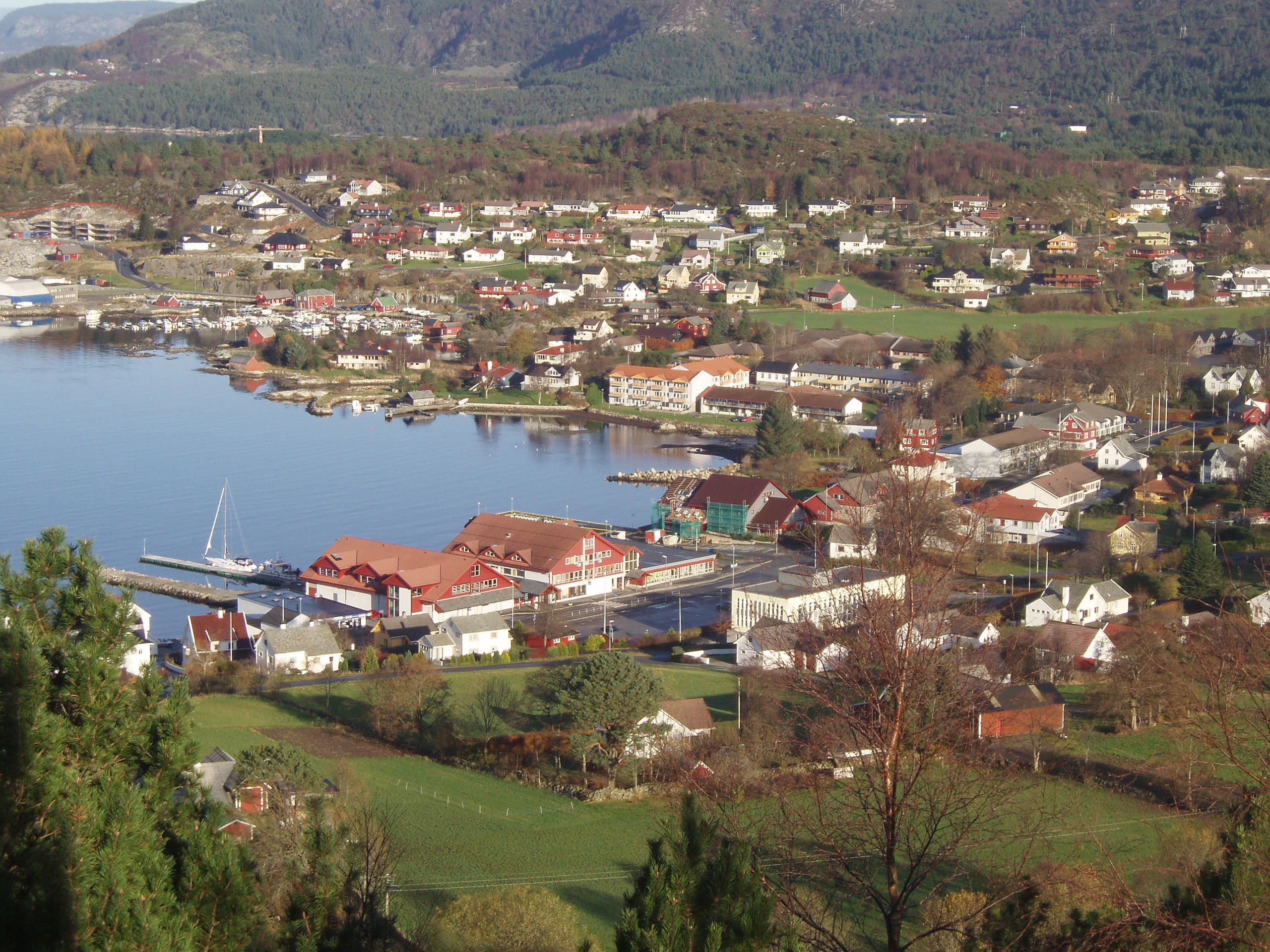
Blick auf das Zentrum von Fitjar

Die Kommune Fitjar liegt in der Region Sunnhordland. Fitjar umfasst etwa 350 Inseln und Schären. Der flächenmäßig größte Teil der Kommune liegt auf der Insel Stord, deren Nordwesten sie einnimmt. Auf der Insel grenzt Fitjar im Süden an die Kommune Stord. Die kleineren Inseln von Fitjar liegen größtenteils nordwestlich der Insel Stord. Die Nordgrenze von Fitjar verläuft im Selbjørnsfjord. Die dortige Grenze ist die zur Inselkommune Austevoll. Im Osten der Insel Stord verläuft die Gemeindegrenze zu Tysnes im Fjord Langenuen. Im Westen grenzt Fitjar an die Inselkommune Bømlo. Die Ortschaft Fitjar liegt an der Nordwestküste der Insel Stord. Etwas südlich des Orts liegt der See Storavatnet. Die Gesamtfläche der Kommune beträgt 142,47 km², wobei Binnengewässer zusammen 7,97 km² ausmachen.
Die westlichen Inseln sowie das Gebiet um den Ort Fitjar im Nordwesten der Insel Stord ist weitgehend flach. Richtung der Kommune Stord steigt das Gebiet auf der Insel an. Die Erhebung Mehammarsåta stellt auf der Grenze zu Stord mit einer Höhe von 680 moh. den höchsten Punkt der Kommune Fitjar dar.

## Einwohner
Fitjar ist die flächenmäßig kleinste Kommune von Sunnhordaland und auch eine der Kommunen mit den wenigsten Einwohnern der Region. Der Großteil der Einwohner lebt in der Ortschaft Fitjar an der Nordwestküste von Stord. Die restlichen Einwohner verteilen sich hauptsächlich an der Westküste der Insel. Fitjar ist der einzige sogenannte Tettsted, also die einzige Ansiedlung, die für statistische Zwecke als eine städtische Siedlung gewertet wird. Zum 1. Januar 2024 lebten dort 1820 Einwohner.
Die Einwohner der Gemeinde werden Fitjabu genannt. Offizielle Schriftsprache ist wie in vielen Kommunen in Vestland Nynorsk, die weniger weit verbreitete der beiden norwegischen Sprachformen.
| Jahr          | 1986 | 1990 | 1995 | 2000 | 2005 | 2010 | 2015 | 2020 | 2025 |
| ------------- | ---- | ---- | ---- | ---- | ---- | ---- | ---- | ---- | ---- |
| Einwohnerzahl | 2998 | 3072 | 2934 | 2992 | 2895 | 2931 | 3093 | 3189 | 3208 |

## Geschichte

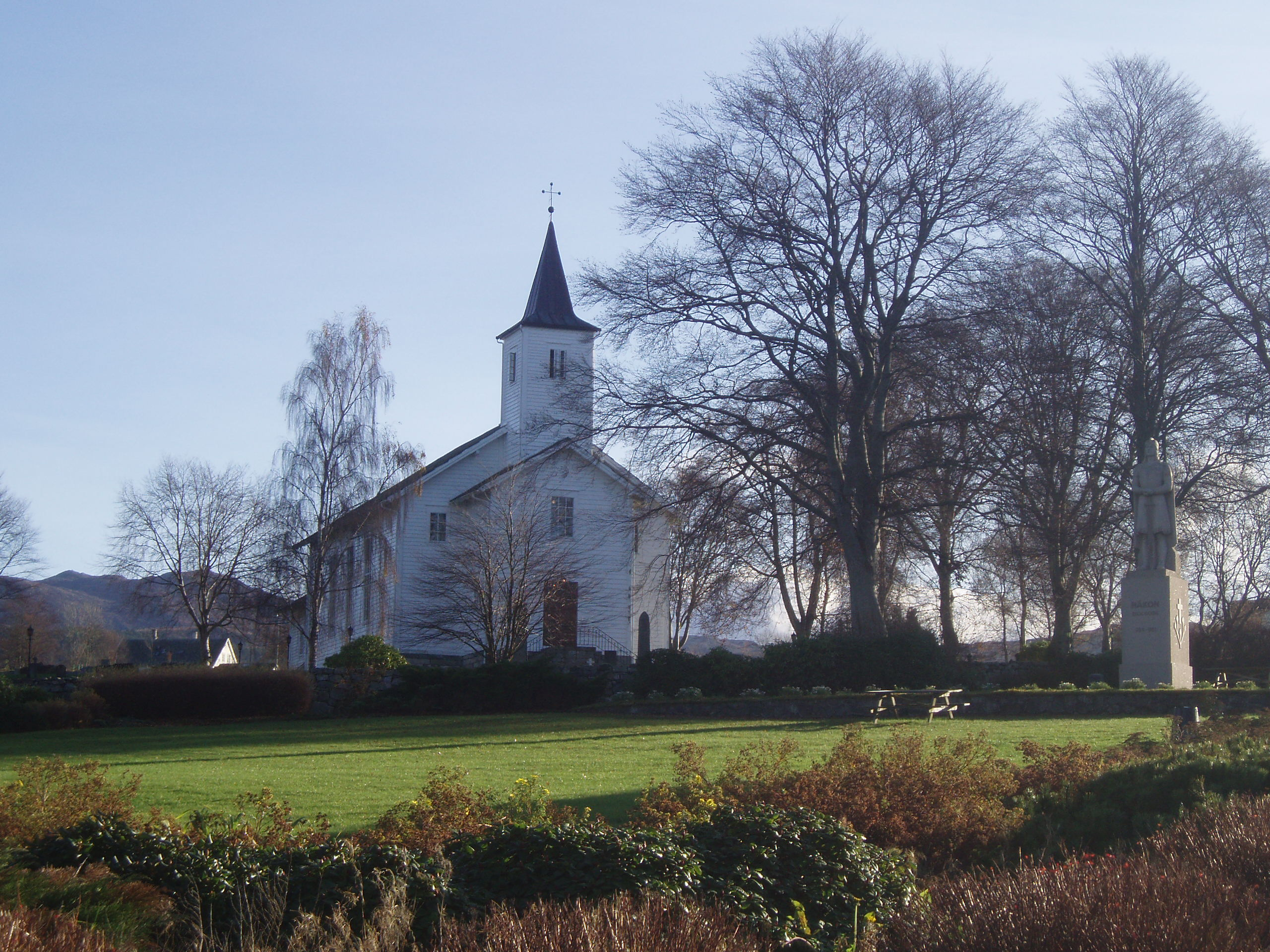
Die Kirche von Fitjar und der Håkon–Park

Die Kommune Fitjar wurde 1863 gegründet, als ein Gebiet mit damals 2313 Einwohnern von Stord abgespalten wurde. Stord verblieb mit 2634 Einwohnern. Fünf Jahre später ging ein Gebiet mit zehn Einwohnern von Moster an Fitjar über. Zum 1. Januar 1964 wurden Areale auf den Inseln Huftarøy und Selbjørnsøy mit 696 Einwohnern von Fitjar abgespalten und an Austevoll übertragen. Erneut ein Gebiet von Fitjar abgetrennt wurde zum Beginn des Jahres 1995. Bei der Grenzänderung gingen 225 Einwohner von Fitjar an Bømlo über. Bis zum 31. Dezember 2019 gehörte Fitjar der damaligen Provinz Hordaland an. Sie ging im Zuge der Regionalreform in Norwegen in die zum 1. Januar 2020 neu geschaffene Provinz Vestland über.
An die Schlacht bei Fitjar (wahrscheinlich 961) erinnert eine Statue der Bildhauerin Anne Grimdalen, die König Håkon I. den Guten darstellt. Die Statue wurde 1961 durch König Olav V. während der Feier des 1000-Jahres-Jubiläums der Schlacht auf Fitjar enthüllt.
Die Fitjar kyrkje ist eine Holzkirche aus dem Jahr 1867.

## Wirtschaft und Infrastruktur

### Verkehr
An der Ostküste von Stord führt die Europastraße 39 (E39) von Stord in die Kommune Fitjar. An der Nordküste führt die E39 weiter mit einer Fährverbindung in die Kommune Bjørnafjorden. Von der E39 zweigt im Norden der Insel Stord der Fylkesvei 545 ab. Dieser führt im Westen der Insel Richtung Süden und unter anderem durch die Ortschaft Fitjar. Etwas außerhalb der Kommune liegt in Stord der Flughafen Stord, Sørstokken.

### Wirtschaft
Für die Landwirtschaft ist die Rinder- und Schafshaltung typisch. Auch die Fischerei ist von größerer Bedeutung, wobei zum Teil auch Fischzucht betrieben wird. Im Bereich der Industrie ist der Maschinen- und Schiffsbau am weitesten verbreitet. In der Kommune befindet sich der Windpark Midtfjellet Vindpark mit 55 Anlagen. Die mittlere Jahresproduktion liegt bei etwa 434 GWh. In der Kommune liegen mehrere Hyttengebiete und die Bedeutung des Tourismus nahm mit der Zeit zu. Im Jahr 2020 arbeiteten von rund 1560 Arbeitstätigen nur knapp 820 in der Kommune Fitjar selbst, etwa 470 pendelten nach Stord. Es folgten Bergen, Haugesund und Stavanger mit jeweils unter 100 Pendlern.

## Name
Der Gemeindename leitet sich vom altnordischen Begriff fit (deutsch Wiese) ab.

## Persönlichkeiten
- Geir Skeie (* 1980), Koch
- Mariann Vestbøstad Marthinsen (* 1984), Para-Schwimmerin und Para-Langläuferin